# Смитон, Марк
Марк Смитон (англ. Mark Smeaton; около 1512 — 17 мая 1536, Тауэр-Хилл, Лондон, королевство Англия) — музыкант при дворе английского короля Генриха VIII, позже при дворе королевы Анны Болейн. Был казнён за предполагаемую измену и прелюбодеяние с королевой вместе с братом Анны Джорджем Болейном, виконтом Рочфордом, Генри Норрисом, Фрэнсисом Уэстоном и Уильямом Бреретоном.

## Биография
Точная дата рождения Марка Смитона неизвестна, однако считается, что ему было около 23 лет, когда он был казнён в 1536 году. Хотя мало что известно о жизни Смитона, утверждается, что он был сыном плотника и швеи. Его фамилия, как полагают, имеет фламандско-французское происхождение, так как «Смитон» могло быть деривацией либо от Смета (Smet), либо от Смедта (Smedt).
Смитон был известен своей красотой и певческим талантом, благодаря чему стал музыкантом и танцовщиком при дворе Генриха VIII, позже перешёл в двор королевы Анны. В дополнение к своим вокальным умениям, он также играл на лютне, виоле, вёрджинеле и органе. Первоначально Смитон присоединился к хору кардинала Уолси. После падения Уолси от Смитон был переведен из службы Кардинала в Королевскую часовню Генриха, где на его музыкальные способности обратила внимание королева, известная как покровительница искусств. В 1532 году, уже будучи придворным музыкантом, он стал грумом Тайной палаты.
Поскольку происхождение Смитона считалось низким, его социальный статус не позволял ему быть частью интимного круга компаньонов королевы, в который вошли её любимые фрейлины и придворные.

## Арест
К своему несчастью, Смитон, которому благоволила королева Анна, привлёк внимание Томаса Кромвеля, одного из советников короля, который искал доказательства измены и прелюбодеяния супруги короля. Общепризнанно, что Анну обвинили в прелюбодеянии, чтобы дать возможность её мужу Генриху VIII жениться на Джейн Сеймур, с которой король обручился на следующий же день после казни Болейн. По приказу Кромвеля Смитон был арестован 30 апреля 1536 года. Кромвель взял Смитона в свой дом в Степни и, согласно «Хронике короля Генриха VIII английского» (она же «Испанская хроника»), подверг его пыткам. Болейн, как полагают, не заметила исчезновения своего музыканта и не была проинформирована о его аресте.
В 18:00 1 мая Смитон был отправлен в Лондонский Тауэр. До своего ареста Смитон, как известно, щедро тратил деньги на лошадей и ливреи. Это считалось подозрительным, поскольку зарабатывал он всего 100 фунтов стерлингов в год; таким образом, музыканта подозревали в том, что он получил деньги от королевы в обмен на «услуги» в качестве любовника. В Тауэре Смитона подвергли пытке дыбой, после чего он признался, что является любовником королевы.
Признание не совпадало с фактами: Смитон заявил, что был с королевой 13 мая 1535 года в Гринвиче, однако имеются документальные свидетельства того, что Анна была в тот день не в Гринвиче, а в Ричмондском дворце. Считается, что под пытками Смитон также сообщил фамилии членов кружка королевы, все они впоследствии были арестованы.
После пыток Смитона отвели обратно в Тауэр и посадили в камеру. В результате признания Смитона, полученного под пытками, за предполагаемое прелюбодеяние с королевой были арестованы сэр Фрэнсис Уэстон, Генри Норрис, Уильям Бреретон и брат Анны Джордж Болейн, виконт Рочфорд. Все они не признали свою виновность, но, в отличие от Смитона, никто из них не подвергался пыткам. Из всех арестованных за прелюбодеяние арест Смитона вызвал наибольший скандал, поскольку те, кто знал об обвинениях, были потрясены тем, что у королевы был роман с человеком столь низкого происхождения.
Немного другой вариант событий, связанных с признанием Смитона, рассказывает английский историк и поэтесса Агнес Стрикленд. Она утверждала, что признания в прелюбодеянии с королевой от Смитона добился сэр Уильям Фицуильям.

## Судебное следствие и казнь
Доказательства против Марка Смитона основывались на его признании. Судебное разбирательство состоялось в Вестминстер-холле, впрочем с самого начала участники процесса и наблюдатели не сомневались в приговоре. Так и произошло, 12 мая 1536 года Смитона признали виновным и приговорили к смерти, как и четырёх других, обвиняемых в том, что они были любовниками королевы. Королева Анна была приговорена к смертной казни через три дня. Утверждается, что одна из фрейлин, Элизабет Браун, графиня Вустер, рассказала на суде, что королева «допустила, чтобы некоторые из её придворных приходили в её комнату в необоснованные часы». Узнав об аресте Смитона, королева Анна ответила небрежно: «Он был простолюдином, а все остальные были джентльмены». Говорят, что когда она услышала, что Смитон не смог отказаться от своего «признания» в совершенно ясных выражениях, королева выразила гнев.
Когда Смитона привели на казнь, он отступил от кровавого эшафота. Собравшись с силами, он сказал: «Господа, я молю вас всех молиться за меня, потому что я заслужил смерть». Смитона обезглавили, а не четвертовали, как обычно поступали с простолюдинами; причина, по-видимому, связана с его сотрудничеством с врагами Болейн.
Тело Смитона было похоронено в общей могиле с одним из других обвиняемых, Уильямом Бреретоном. Спустя годы после смерти Смитона королева Мария I убедила себя, что её сестра, будущая королева Елизавета, которую она считала своей соперницей в борьбе за английский трон, была незаконнорождённой, ориентируясь в первую очередь на предполагаемую измену Болейн. Мария неоднократно повторяла, что у Елизаветы «лицо и выражение лица» Смитона. В действительности сходство Елизаветы с Генрихом VIII было настолько очевидно, что Марии так и не удалось найти приверженцев своей теории.

## В искусстве
В костюмированной кинодраме «Тысяча дней Анны» (1969) роль Смитона сыграл Гэри Бонд. В картине Смитон изображается как прихвостень Кромвеля. В 1971 году Майкл Осборн сыграл Смитона во втором эпизоде телесериала «Шесть жён Генриха VIII».
Во втором сезоне сериала «Тюдоры» канала Showtime появляется Марк Смитон, которого сыграл Дэвид Алпей. В сериале он изображен как имеющий сексуальные отношения с братом Анны Джорджем Болейном. Считается, что Смитон был показан в сериале как гомосексуал согласно теории историка Реты Уорник, которая утверждала, что Смитон и Джордж Болейн были сексуально близки.
Смитон фигурирует как персонаж в романах Хилари Мэнтел «Вулфхолл» (2010) и «Введите обвиняемых» (2012), а также снятого по их мотивам мини-сериала, в котором Смитона сыграл Макс Фаулер. История, рассказываемая с точки зрения Кромвеля, показывает, что Смитон стал жертвой не пыток, а угроз и манипуляций. Суд и казнь Смитона и других обвиняемых в прелюбодеянии с королевой Анны в книгах Мэнтел предстают как кульминация тщательной вендетты против них Кромвеля, решившего отомстить за их насмешливую драматизацию падения кардинала Уолси, показанную вскоре после его смерти.
Смитон появляется в опере Гаэтано Доницетти «Анна Болейн», в которой его персонажу отведена «брючная роль», назначенная контральто.